# Otsuka Pharmaceutical
Pour les articles homonymes, voir Otsuka.
Otsuka Pharmaceutical (大塚製薬株式会社, Ōtsuka Seiyaku Kabushiki-gaisha) (OPC) est une entreprise pharmaceutique japonaise dont le siège social est partagé entre Tokyo, Osaka et Naruto au Japon. Fondée le 10 août 1964, elle emploie environ 27 000 employés en 2010. 

## Histoire
En 2007, elle aurait vendu pour 2 milliards USD de médicaments.
En septembre 2013, Otsuka a lancé une OPA inamicale sur Astex Pharmaceuticals pour 886 millions d'euros.
En décembre 2014, Otsuka acquiert l'entreprise américaine Avanir Pharmaceuticals pour 3,5 milliards de dollars.  

## Activité
OPC se spécialise dans les produits pharmaceutiques liés à la nutrition (les nutraceutiques). Elle fabrique également la boisson énergétique Pocari Sweat et la boisson énergisante Oronamin C. Elle a aussi mis au point Abilify (aripiprazole), un médicament homologué pour le traitement de la schizophrénie et du trouble bipolaire, lequel causerait moins d'effets secondaires que plusieurs autres médicaments semblables.